# District de Perigueux
Le district de Perigueux est une ancienne division administrative française du département de la Dordogne de 1790 à 1795.
Il était composé des cantons de Perigueux, Agonat, Antonne, Branthome, Grignol, Lisle, Saint Astier, Saint Pierre de Chignac et Vergt.